# Macropsis occidentalis
Macropsis occidentalis är en insektsart som beskrevs av Van Duzee 1889. Macropsis occidentalis ingår i släktet Macropsis och familjen dvärgstritar. Inga underarter finns listade i Catalogue of Life.